# Montpellier

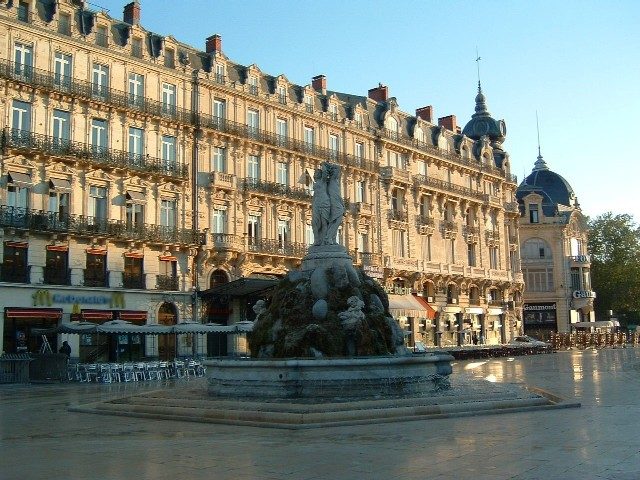
Place de la Comédie

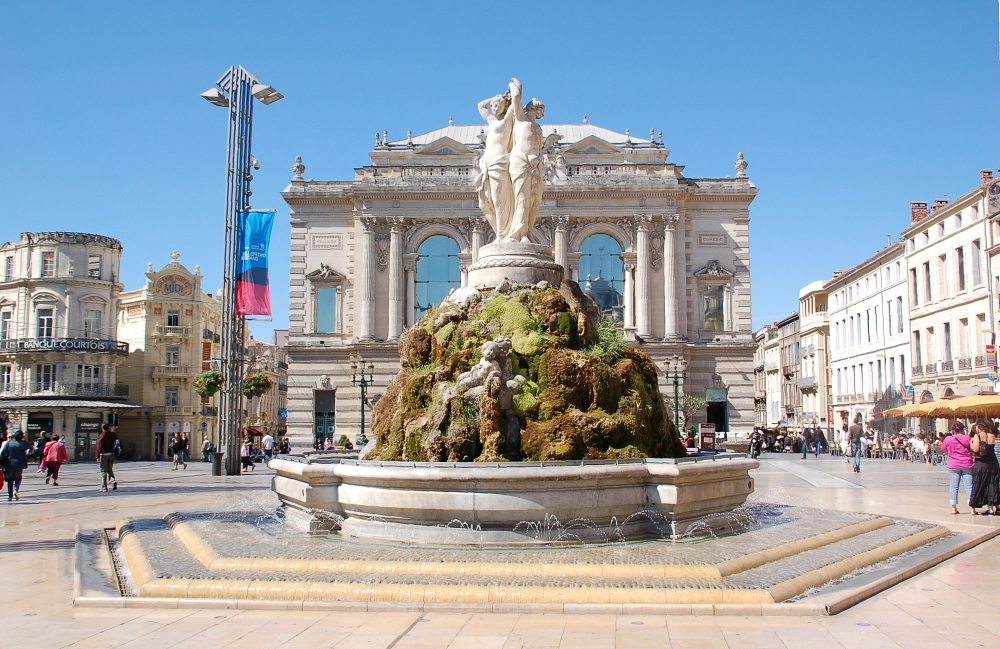
Fontaine de Trois Grâces

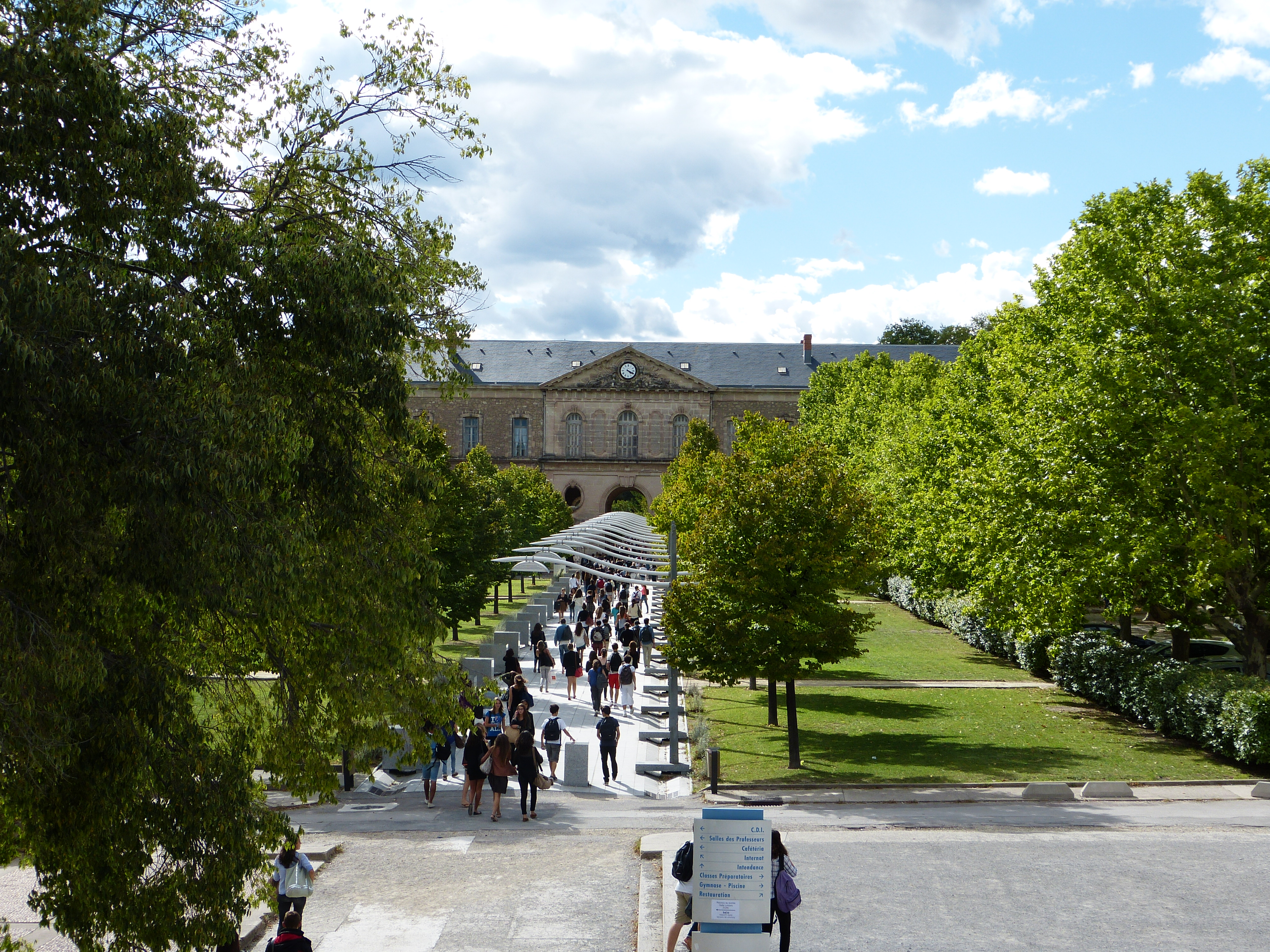
De Citadel Joffre (Citadel van Montpellier)

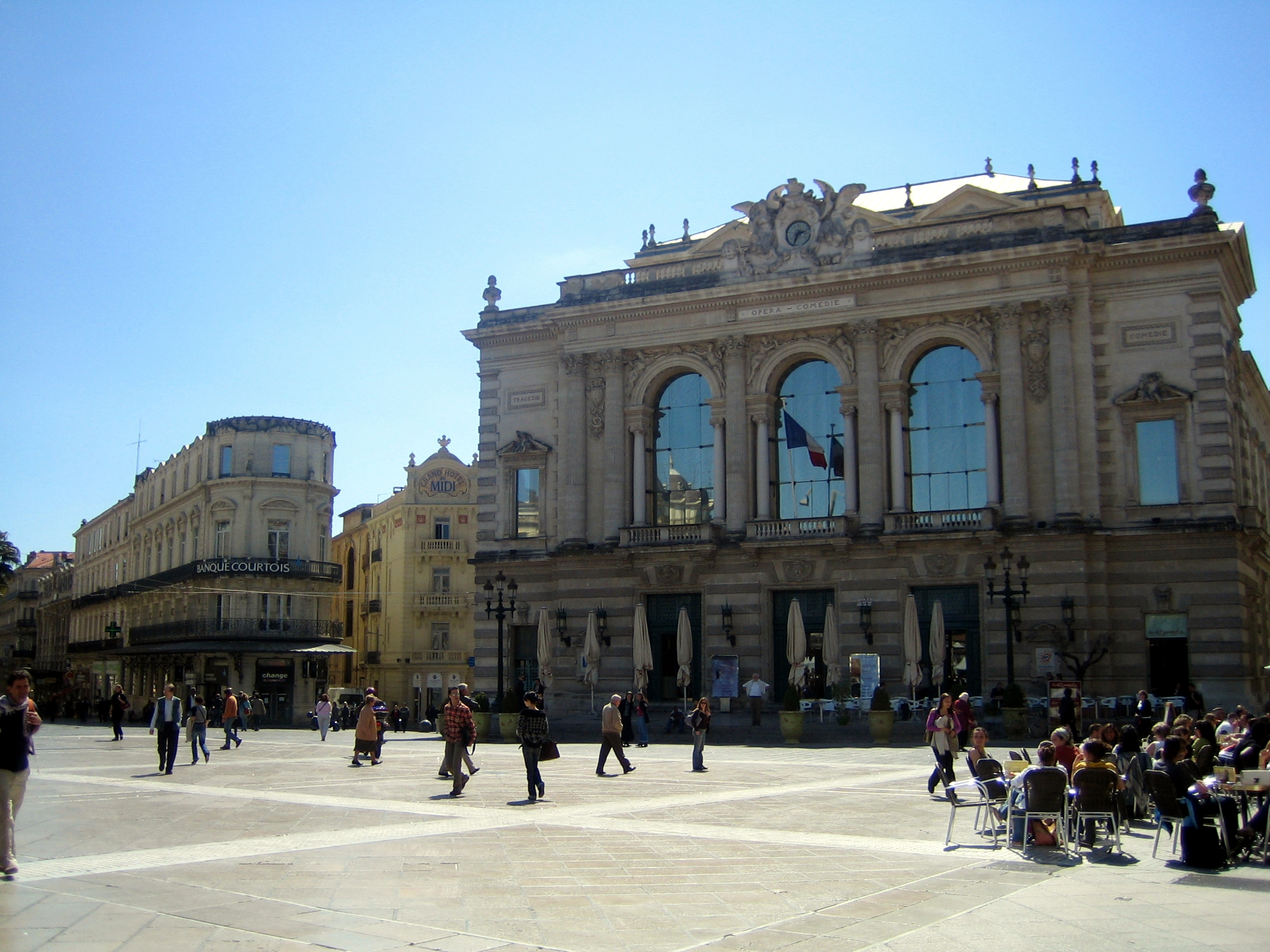
Opéra Comédie

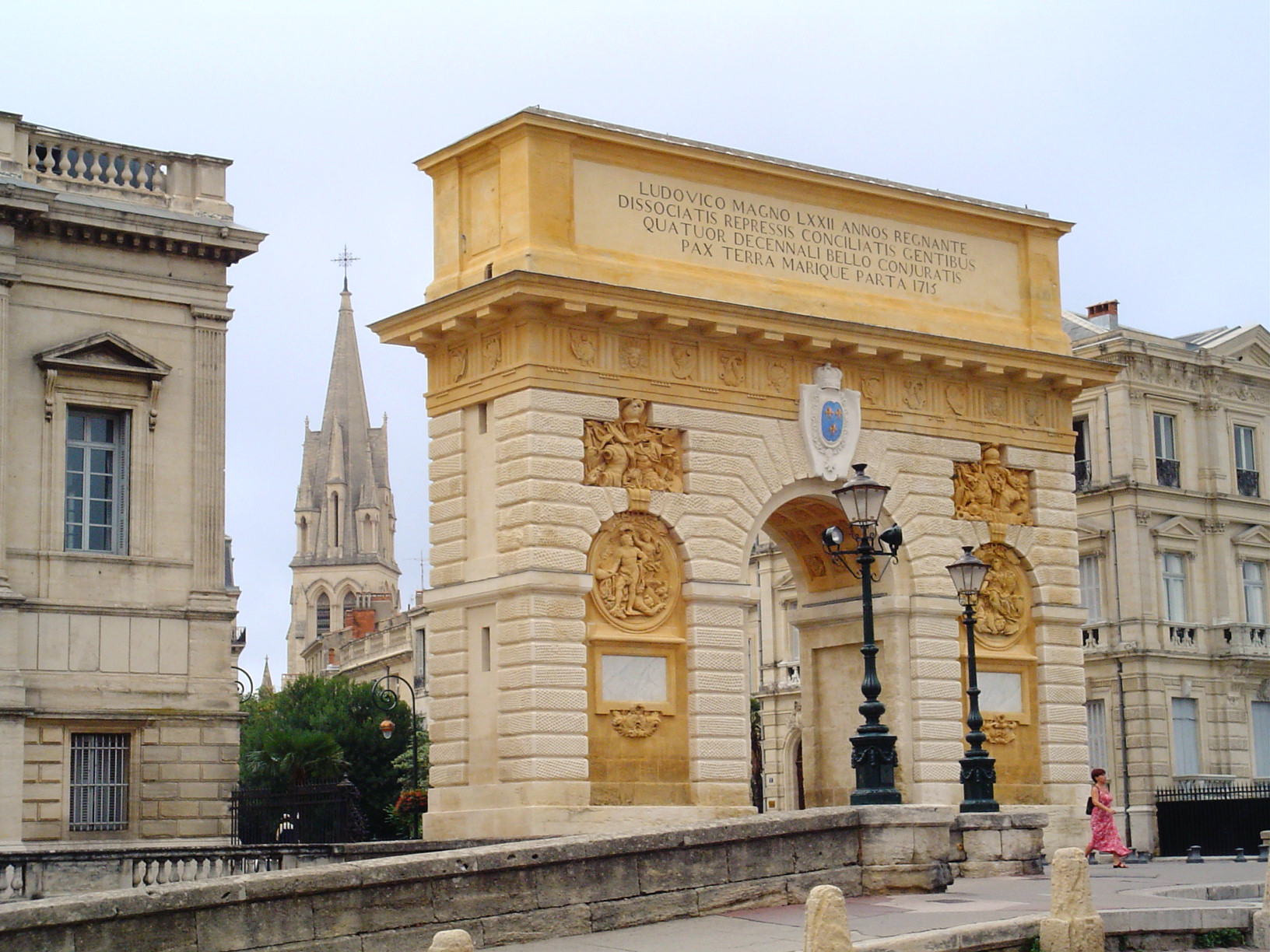
Triomfboog in Montpellier

Montpellier (Occitaans: Montpelhièr) is een Zuid-Franse stad, prefectuur van het departement Hérault en (tot 2016) van de vroegere regio Languedoc-Roussillon (nu in Occitanie). De stad ligt in een stedelijk gebied met 540.000 inwoners in 2009, daarvan is Montpellier de belangrijkste stad. Montpellier zelf had 307.101 inwoners op 1 januari 2022, waarvan circa 55.000 studenten.

## Geschiedenis
Montpellier werd voor het eerst vermeld in 985. De plaats ontstond uit een landbouwdomein dat gunstig lag op een verbindingsweg tussen de oude Romeinse weg tussen Italië en Spanje in het noorden (Via Domitia) en de Route du Sel in het zuiden. De plaats lag aan de Verdanson, een zijriviertje van de Lez, en hing af van de graven van Melgueil. Montpellier bloeide dankzij de handel, vooral van specerijen die werden aangevoerd via de haven van Lattes. De heren van Montpellier werden rijk en stegen snel in aanzien.
Montpellier werd in de eerste helft van de 12e eeuw een gemeente bestuurd door consuls. In de stad werden scholen opgericht waar rechten en geneeskunde werden onderwezen. In 1289, of mogelijk nog eerder, werd de universiteit van Montpellier opgericht, een van de oudste van Europa. In 1432 vestigde Jacques Cœur zich in Montpellier dat daarna uitgroeide tot belangrijk economisch centrum, totdat Marseille deze rol overnam in 1481.
In 1536 werd de bisschopszetel van Maguelone overgebracht naar Montpellier. De stad werd een centrum van de protestanten tijdens de Hugenotenoorlogen en werd in het Edict van Nantes in 1598 aangewezen als een der protestantse places de sûreté. Maar na een lang beleg kon kardinaal De Richelieu de stad innemen in 1622. Enkele jaren later liet hij de stadsmuren slechten, maar de citadel bleef behouden. De protestanten van Montpellier waren met 7.000 op een bevolking van 22.000. Zij konden nog enkele decennia lang hun geloof vrij belijden in hun twee kerken. Maar vanaf 1660 begon de repressie. In 1670 werd de Petit Temple gesloopt en in 1682 de Grand Temple. Nicolas de Lamoignon de Basville, intendant van de koning in Montpellier tussen 1685 en 1718, voerde dragonnades in. 4.500 protestanten bekeerden zich tot het katholicisme en 2.500 vluchtten uit de stad. Tijdens zijn bewind werden 25 predikanten terechtgesteld in Montpellier.
De stad kende in de 17e en 18e eeuw een nieuwe periode van welvaart dankzij de handel, de wijnbouw en haar rol als hoofdstad van Languedoc.
In 1940 was het een van de belangrijkste opvangplaatsen voor de jonge Belgische reserverekruten, beter bekend als de CRAB's.

## Cultuur
Montpellier heeft een historisch stadscentrum met smalle straten met winkels en bezienswaardigheden. Het belangrijkste plein in het centrum van Montpellier is Place de la Comédie. Hier zijn een aantal maal per week straatartiesten en muzikanten te vinden. In het midden ligt de Place de l'Oeuf, een ovaal plein op het eigenlijke plein. In het midden van dit ovale plein staat de fontein Trois Grâces, oftewel drie gratiën. Aan de Place de la Comédie ligt ook de Opéra Comédie.

### Bezienswaardigheden
- de Arceaux, een aquaduct in Romeinse stijl
- de Opéra Comédie
- Promenade du Peyrou met het ruiterstandbeeld van Lodewijk XIV, de Porte du Peyrou ofwel triomfboog voor Lodewijk XIV, alsook de Watertoren Le Peyrou met aquaduct uit de 18e eeuw.
- Sint-Pieterskathedraal
- Sint-Rochuskerk met moderne glasramen
- Tour de la Babote, een Middeleeuwse toren met een observatorium voor astronomen bovenop
- Faculté de Médecine
- Jardin des Plantes
- Tour des Pins, een Middeleeuwse donjon
- Rue du Cannau
- Citadel van Montpellier
- Stadswijk Antigone
- voormalig Ursulinenconvent, thans artistiek onderwijs Agora
- Oorlogsmonument aan de Esplanade Charles de Gaulle

### Musea
- Musée Fabre
- Musée Languedocien
- Musée de Vieux Montpellier
- Musée Fougau
- Musée de Notre-Dame-des-Tables
- Musée Atger
- Musée d'Anatomie
- Musée de l'Infanterie

### Herenhuizen en stadspaleizen
- Hôtel des Trésoriers de France
- Hôtel de Manse
- Hôtel de Varennes
- Hôtel de Cabrières-Sabatier d'Espeyran
- Hôtel de Solas
- Hôtel d'Uston
- Hôtel St-Côme
- Place de la Canourgue met het Hôtel de Cambacérès-Murles

In de omgeving van Montpellier liggen diverse buitenverblijven, châteaux. In het Domein Grammont bevindt zich het hulpgemeentehuis van Montpellier, met in het kasteelpark Zénith Sud, een van de Zénith concertzalen.

## Verkeer en vervoer
Stadsvervoerbedrijf TAM exploiteert vier tramlijnen en verschillende buslijnen.
De stad ligt op korte afstand van de kust tussen Nîmes en Narbonne. Over de weg is de stad via de A9 te bereiken, die Orange met de Spaanse grens bij Perpignan verbindt.
Montpellier is tevens aangesloten, met het buiten de bebouwde kom gelegen Station Montpellier-Sud-de-France, op het TGV-netwerk met treinen naar onder meer Perpignan, Lyon en Parijs en heeft hogesnelheidstreinverbindingen met Spanje en Zwitserland. Het belangrijkste spoorwegstation in Montpellier zelf is station Montpellier-Saint-Roch.

## Klimaat
Montpellier kent, ingedeeld in het klimaatsysteem van Köppen, een mediterraan klimaat. In de maanden juli en augustus is het er met temperaturen van ongeveer 30 °C erg warm. Het is dan kurkdroog in Montpellier en in de omgeving. De winters zijn nat en mild.

## Sport
Montpellier HSC is de professionele voetbal club van Montpellier en speelt in het Stade de la Mosson. De club speelt doorgaans in Ligue 1, het hoogste Franse niveau. Montpellier HSC werd in 2012 verrassend kampioen van Frankrijk.
Montpellier was speelstad bij het WK rugby van 2007 en het WK voetbal van 1998. De wedstrijden werden gespeeld in het Stade de la Mosson.
Montpellier is 33 keer etappeplaats geweest in de wielerkoers Ronde van Frankrijk. Dit was voor het laatst het geval in 2025. De Fransman Georges Speicher won twee keer (in 1934 en 1935) in Montpellier.

## Geografie
De oppervlakte van Montpellier bedroeg op 1 januari 2022 56,88 vierkante kilometer; de bevolkingsdichtheid was toen 5.399,1 inwoners per km².
De onderstaande kaart toont de ligging van Montpellier met de belangrijkste infrastructuur en aangrenzende gemeenten.

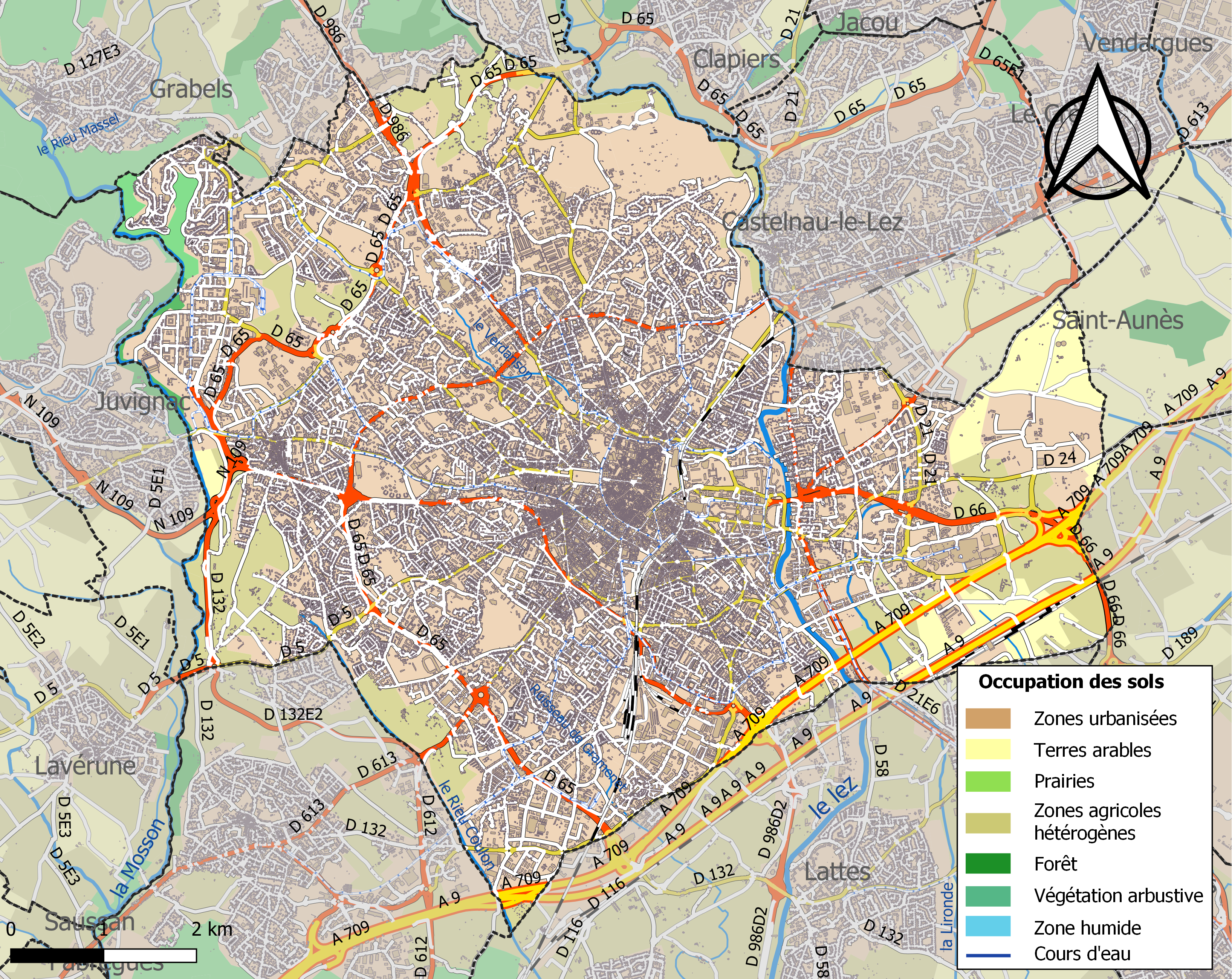

## Demografie
Vanaf 1962 telde de stad een sterke bevolkingsgroei. Deze groei was mede een gevolg van de terugkeer van veel Fransen uit Algerije na de onafhankelijkheid.
Onderstaande figuur toont het verloop van het inwonertal (bron: INSEE-tellingen).

## Onderwijs
- Universiteit van Montpellier, gesticht in 1289
- École pour l'informatique et les nouvelles technologies
- Montpellier Business School
- École nationale de l'aviation civile
- E-Artsup

## Stedenbanden
- Louisville, Verenigde Staten, sinds 1955
- Heidelberg, Duitsland, sinds 1961
- Kos, Griekenland, sinds 1962, hernieuwd in 2002
- Barcelona, Spanje, sinds 1963
- Chengdu, China, sinds 22 juni 1981[8][9]
- Tiberias, Israël, sinds 1983
- Fez, Marokko, sinds 2003
- Tlemcen, Algerije, sinds 2009
- Rio de Janeiro, Brazilië, sinds 2011

## Geboren in Montpellier
- Jacobus I van Aragón (1208-1276), koning van Aragón, Valencia en Mallorca
- Jacobus II van Majorca (1243-1311), koning van Mallorca
- Rochus van Montpellier (1295-1327), heilige
- Pierre Magnol (1638-1715), botanicus
- Jean-Jacques-Régis de Cambacérès, (1753-1824), advocaat en staatsman
- François-Xavier Fabre (1766-1837), kunstschilder van historische onderwerpen
- Laure Junot (1784-1838), hertogin en schrijfster
- Michel Félix Dunal (1789-1856), botanicus en mycoloog
- Corneille Hipolite Berail (1795-1891), Frans-Nederlands ondernemer en zijdeteler
- Auguste Comte (1798-1857), filosoof en socioloog
- Antoine-Jérôme Balard (1802-1876), scheikundige
- Aristide Cavaillé-Coll (1811-1899), orgelbouwer
- Pierre Ossian Bonnet (1819-1892), wiskundige
- Édouard Roche (1820-1883), astronoom
- Alexandre Cabanel (1823-1889), kunstschilder
- Frédéric Bazille (1841-1870), kunstschilder
- Gaston Calmette (1858-1914), journalist, directeur van Le Figaro
- Pierre Allemane (1882-1956), voetballer
- Jeanne Demessieux (1921-1968), organiste, pianiste, componiste en pedagoge
- Juliette Gréco (1927-2020), zangeres en actrice
- Jean-Luc Dehaene (1940-2014), Belgisch politicus
- Michel Lafon (1954-2014), filoloog
- Didier Auriol (1958), rallyrijder
- Loïc Wacquant (1960), socioloog
- Ghislain Printant (1961), voetbaltrainer
- Stéphane Goubert (1970), wielrenner
- Rémi Gaillard (1975), komiek
- Séverine Ferrer (1977), zangeres
- Émilie Simon (1978), zangeres en componiste
- Séverine Beltrame (1979), tennisster
- Franck Perera (1984), autocoureur
- François Trinh-Duc (1986), rugbyspeler
- Benoît Poulain (1987), voetballer
- Jamel Saihi (1987), Frans-Tunesisch voetballer
- Abdelhamid El Kaoutari (1990), voetballer
- Marc Bouchkov (1991), Belgisch violist
- Marvin van Heek (1991), Nederlands alpineskiër
- Nicolas Benezet (1991), voetballer
- Romain Wattel (1991), golfer
- Alizée Baron (1992), freestyleskiester
- Rémi Geniet (1992), pianist
- Maxime Estève (2002), voetballer
- Alexis Lebrun (2003), tafeltennisser
- Félix Lebrun (2007), tafeltennisser

## Overleden
- Claude Brousson (1647-1698), advocaat, hugenoot en martelaar van de Woestijnkerk
- Pierre Magnol (1638-1715), botanicus
- Louis-François Renaud de Villeneuve-Forcalqueiret (1686-1766), bisschop van Viviers en bisschop van Montpellier
- Augustin Danyzy (1698-1777), hoogleraar aan de universiteit van Montpellier
- Carlo Maria Buonaparte (1746-1785), Corsicaans advocaat, vader van Napoleon Bonaparte
- Frederik Adolf van Zweden (1750-1803), Zweedse prins
- Ferdinand von Hompesch zu Bolheim (1744-1805), Duits Grootmeester van de Orde van Malta
- François-Xavier Fabre (1766-1837), kunstschilder van historische onderwerpen
- Michel Félix Dunal (1789-1856), botanicus en mycoloog
- Joseph Gergonne (1771-1859), wiskundige en logicus
- François Perrier (1835-1888), generaal en aardrijkskundige
- Jules Émile Planchon (1823-1888), botanicus en hoogleraar in de farmacie
- Robert Delaunay (1885-1941), kunstschilder
- Louis Vanmeerbeek (1869-1951), Belgisch kunstschilder
- Helena van Montenegro (1873-1952), koningin van Italië
- Josias Braun-Blanquet (1884-1980), Zwitsers botanicus
- Paul Boulet (1894-1982), politicus
- André Tassin (1902-1987), voetballer
- Vincent Badie (1902-1989), politicus
- Vítězslava Kaprálová (1915-1940), Tsjechisch componiste en dirigente
- Jacques Baratier (1918-2009), filmregisseur en scenarioschrijver
- Monique de Bissy (1923-2009), Belgisch verzetsstrijdster
- Maurice Mattauer (1928-2009), geoloog
- Pierre Paulin (1927-2009), industrieel ontwerper
- Guy Bonnet (1945-2024), auteur, componist en zanger.
- Jacques Boudet (1935-2024), acteur